# Street Fighter
 (ストリートファイター Sutorīto Faitā), često označavan skraćeno i kao SF je popularna serija borilačkih video-igara kreirana od strane japanskog izdavača video-igara Capcom. Igrači se sukobljavaju sa borcima širom sveta, od kojih svaki poseduje svoj stil borbe i specijalne poteze. Izdavačka kuća Capcom iz Japana objavila je prvu igru iz serijala u avgustu 1987. godine.

## (1987)
nije prošao baš zapaženo kada se 1987. prvi put pojavio na tržištu. Međutim, doneo je novi sistem za upravljanje koji je uključivao džojstik i dva velika hidraulična tastera, na kojima je jačina kojom se taster pritisne određivala jačinu udarca rukom ili nogom u igrici, sa tri različite snage udaraca. Ovo je dovelo do toga da igrači pritiskaju tastere isuviše jako (što je oštećivalo kontrole), tako da je sistem prepravljen za upotrebu tradicionalnijih tastera, što je kasnije uspostavilo standard od šest tastera zajedničkih za sve kasnije verzije igre. Ova igra takođe je donela udarce koji će postati zaštitni znak ove igre; Vatrena lopta (Hadouken, 波動拳), Zmajeva pesnica (Shouryuken, 昇龍拳) i Nožni uragan (Tatsumaki Senpu Kyaku, 竜巻旋風脚); Ovo, međutim, nisu pravi nazivi udaraca. Ovo je prevod američkog ogranka firme Capcom. Pravilniji prevod bio bi Veliki nožni talas, Uzdizanje zmajeve pesnice i Nožni tornado vihor.

## (Svetski ratnik)(1991)
Street Fighter II, objavljen na Kapkomovom CPS-1 arkadnoj ploči iz 1991, bio je jedna od najpopularnijih igara ranih '90-ih, koja je uslovila razvoj arkadnih igara u narednoj deceniji. Naširoko je priznata kao najbolja borilačka igra svog doba, sa dobrim balansom između napada i blokova, kao i zbog "specijalnih poteza" kojima iskusniji igrači mogu izvršiti složene borilačke poteze (specijalne poteze) pomeranjem džojstika i pritiskanjem određene kombinacije tastera. Ti potezi imali su svoja imena (Zmajeva pesnica, Nožni uragan) što je igračima dalo osnovu za razgovor i raspravu o igri. Igra je takođe donela i pravilo "prekidanja" ili "ometanja" poteza drugim potezima, što je igraču omogućilo da izvede niz uzastopnih udaraca. U igri se pojavljuju osmoro boraca koje igrač može odabrati: Riju, Ken, Blanka, Zangif, Dalšim, Gajl, E. Honda i Čan-Li, uz "glavne" (Balrog, Vega, Sagat i M. Bajson). Lik boksera koji se u japanskoj verziji zove M. Bajson likom i imenom veoma podseća na Majka Tajsona, tako da je američki Capcom međusobno zamenio imena trojici likova, kako bi izbegao eventualnu tužbu od strane Tajsona.

## izmenjene verzije
Zbog ogromne popularnosti Street Fighter II Capcom je izbacio nekoliko nastavaka, odnosno izmenjenih verzija igre.

### (Šampionsko izdanje) (1992)
U ovoj verziji moguće je birati četvoricu "glavnih". Takođe je moguć i međusobni sukob dva ista lika, od kojih jedan ima kostim druge boje. Ovo će kasnije postati standard u svim narednim borilačkim igrama.

### (Hiper borba) (1992)
Nakon Street Fighter II: Champion Edition pojavilo se mnogo piratskih izdanja igre u izdanju određenih distributera, od kojih je najpoznatija Street Fighter II: Rainbow Edition. Mnoge velike kompanije distribuirale su piratske verzije sve dok krajem 1992. Capcom nije izbacio Street Fighter II Turbo: Hyper Fighting.
Novine koje su pirati doneli bile su:
- Mogućnost promene igrača u toku borbe
- Mogućnost izvođenja specijalnih udaraca u vazduhu.
- Jednostavnije izvođenje specijalnih udaraca
- Dodavanje novih poteza nekim borcima (poput Čan-Lijine vatrene lopte)
- Mogućnost bacanja protivnika sa bilo kog dela ekrana

### (Novi izazivači) (1993)
Krajem 1993. godine, Capcom je izbacio još jednu verziju igre - Super Street Fighter II: Novi izazivači. Kao što je podnaslov govorio, dodano je četiri nova borca: Fej Long, Kemi, Di Džej i T. Hok. Reč "super" u naslovu sugerisala je da je igri dodan novi CPS-2 hardver. Iako je igra izgledala gotovo identično kao i prethodna, svaki od likova je u stvari ponovo nacrtan, svakome je dodata animacija pred pojavljivanje, ali je igra po mnogima izašla prerano (šuškalo se da se to dogodilo zbog izlaska igre Mortal Kombat II). Rezultat je bio taj da je igra bila prepuna programskih grešaka i bagova. Najveći nedostatak bio je snaga T. Hoka koja je borbu između dva igrača učinila gotovo neupotrebljivom. Igra je bila daleko manje uspešna nego što se očekivalo.

### (1994)
Početkom 1994. godine izašao je Super Street Fighter II Turbo, u Japanu poznat pod imenom Super Street Fighter II X: Grand Master Challenge. Doneo je povećanu brzinu, težinu i remiksovani saundtrek. Takođe je doneo i novog, tajnog lika Akumu, u Japanu poznatog kao Gouki, koji ne samo da je objedinio sve specijalne poteze glavnih likova, Rijua i Kena, već je mogao da baca okomitu vatrenu loptu u vazduhu, kao i da izvede Veoma moćan potez zvan Shun Goku Satsu (doslovno Trenutno pakleno ubistvo). Akuma je bio dostupan za igru samo kroz specifičnu "šifru za varanje", koju je Capcom krio još neko vreme nakon što se igra pojavila. Taktika uključivanja skrivenog lika u igru je nešto što je kasnije postalo uobičajeno za sve igre ovog žanra.

## 

### (Snovi ratnika) (1995)
Godine 1995. prolog igre Street Fighter II predstavljen je u serijalu Street Fighter Alpha (Street Fighter Zero u Japanu), ponovo na CPS-2 arkadnoj ploči. Uz igru je išao i potpuno novi grafički program i potpuno novi sistem igranja. Street Fighter Alpha doneo je potpuni preokret serijala od njegovog de facto početka četiri godine ranije sa igrom Street Fighter II. Likovi su nacrtani u anime stilu i urađeni tako da izgledaju znatno mlađe u odnosu na prethodne igre. najveću kontroverzu izazvalo je pojavljivanje samo četiri od deset likova iz prethodnih igara: Rijua, Kena, Čan-Li i Sagata. Zadnji glavni ponovo je bio M. Bajson (jap. Vega), koji je mogao da se bira kao skriveni lik, kao i Akuma i Don - novi lik, smešna verzija Rijua i Kena, nastalog kao podsmeh na likove konkurentske firme SNK.
Neki od novih likova (Gaj i Sodom) preuzeti su iz Kapkomovih starijih igara, kao što je Final Fight, dok su ostali bili igrači iz prvog dela igre (Birdi i Adon). Ostali (Čarli i Rouz) su bili potpuno novi likovi, s tim da je Čarli (jap. Neš) u svemu bio kao Gajl, osim po imenu.
Novine u igri
- Nove tehnike, poput bloka u vazduhu
- Svaki lik dobio je par super komboa (vezanih udaraca).
- Pojava lančanih komboa. Sled običnih udaraca koji onemogućavaju odbranu protivnika.
- Pojava "Alfa kauntera", specijalnog udarca koji je omogućio da igrač iz bloka munjevito zada protiv udarac.

Međutim, fanovi su ponovo imali osećaj da je igra izbačena prerano. Ipak, videlo se da igra ima potencijal tako da su svi očekivali nastavak.

### 2 (1996)
2 bila je znatno bolje izbalansirana i "doterana" verzija svog prethodnika. Tri skrivena lika su sada bila dostupna kao regularni borci, a dodato je još pet novih likova, između ostalih stari likovi iz SFII - Dalšim i Zangif, kao i kasnije veoma popularna Sakura. Ovo je bila i prva pojava Šin Akume, takozvanog "pravog" Akume, sposobnog da baca dvostruke vatrene lopte, i u svemu superiornijeg od "običnog" Akume. On je bio skriveni lik. Fanovi su takođe bili oduševljeni, a brojni časopisi proglasilu su Street Fighter Alpha 2 za igru godine.

### 3 (1998)
3 je manje bio usavršavanje prethodnih delova a više potpuni preokret u serijalu. On je bez sumnje jedna od, ako ne i najvoljenija igra iz Street Fighter serijala. Originalno pušten na CPS-2 sistemu, prebačen je na svaku bitniju konzolu, a sa njegovim prebacivanjem se nastavlja i danas, iako se svaka verzija razlikuje od originalne.
Street Fighter Alpha 3 sadrži pregršt novih ideja koje su kasnije iskorišćene u praktično svakoj borilačkoj igri. Iako ideja "Ism" moda koja je promenila sistem igranja možda izvorno pripada serijalu The King of Fighters 1996-1999 njeno implementiranje u SFA3 bilo je mnogo radikalnije. Mod A-ism omogućavao je igru kao i u prethodnim delovima, X-ism je ličio na SSF2T, sa jednim superkombom i jednom "kombo energijom", dok je V-ism mod doneo mogućnost varijabilnih uzastopnih komboa. Alpha 3 je doneo i napredniji sistem u kome se kombo može nastaviti i dok je protivnik u vazduhu.Značajan debi u ovoj franšizi ima Cody, lik if Capcom-ovog Final Fight serijala.

## Spoljašnje veze
-{
- Opis igre Street Fighter II World Warrior
- Street Fighter at the official website of Capcom (језик: енглески)
- Street Fighter Games The 97 videogames, platforms and characters list. (језик: енглески)
- Street Fighter 2 SNES review - from Mean Machines (језик: енглески)
- Street Fighter at The Killer List of Video Games (језик: енглески)
- History of Street Fighter Архивирано на веб-сајту  (21. август 2006) at GameSpot (језик: енглески)
- The Street Fighter Plot Canon Guide (језик: енглески)
- Street Fighter Central (језик: енглески)
- Street Fighter Legends (језик: енглески)
- Street Fighter Galleries (језик: енглески)
- SFO: Street Fighter Online (језик: енглески)
- Street Fighter VS Mortal Kombat (језик: енглески)
- Street Fighter Eternal Challenge Artbook Scans and Review (језик: енглески)
- A review of official and unofficial versions of Street Fighter games for PC compatibles (језик: енглески)
- Shoryuken.com (the online center of competitive Street Fighter) (језик: енглески) }-